# Portezuelo (Cáceres)
Pour la ville du Chili, voir Portezuelo (Chili).
Portezuelo est une commune de la province de Cáceres dans la communauté autonome d'Estrémadure en Espagne.